# 雷德利夫 (阿肯色州)
雷德利夫（英語：Red Leaf）是位於美國阿肯色州奇科特縣的一個非建制地區。該地的面積和人口皆未知。

## 地理
雷德利夫的座標為33°16′20″N 91°11′47″W / 33.27222°N 91.19639°W，而該地的平均海拔高度為37米（即121英尺）。